# Rütli
Rütli (ty. Rütli, fr. og it. Grütli) er en bjergeng i den schweiziske kanton Uri, hvor de tre første kantoner ifølge legenden aflagde ed for oprettelsen af edsforbundet. Engen regnes således som fødestedet for den ældste schweiziske føderation mellem Uri, Schwyz og Unterwalden.
Troskabseden blev sværget i begyndelsen af august 1291, og den schweiziske nationaldag er lagt på den 1. august til minde om denne hændelse. Hvert år er der en markering af nationaldagen på Rütli, hvor en af forbundsrådsmedlemmerne holder tale.